# Paolo Fabio Persico
Paolo Fabio Persico (latino: Paulus Fabius Persicus; fl. I secolo) è stato un politico romano.

## Biografia
Famoso per la sua licenziosità, fu console nel 34 d.C. con Lucio Vitellio il Vecchio.